# Bertrando (arcivescovo)
Bertrando (... – prima del 6 dicembre 1333) è stato un arcivescovo cattolico italiano.

## Biografia
Di probabile origine francese ed appartenente all'Ordine dei frati predicatori, di lui non si conosce nulla prima della sua nomina ad arcivescovo di Brindisi e Oria, avvenuta nel 1319. Consacrato vescovo ad Avignone, iniziò fin da subito ad occuparsi dell'amministrazione dei beni episcopali. Ebbe buoni rapporti con Filippo I d'Angiò, principe di Taranto, che il 14 dicembre 1322 e poi ancora il 21 novembre 1325 gli confermò il possesso del casale di Principato concesso pochi anni prima alla Chiesa.
Diventato consigliere e cappellano del principe di Taranto, a conferma della fiducia di cui godeva, assieme a Bernardo da Parma e al domenicano Giovanni, lettore del convento di Narbonne, il 12 giugno 1323 fu nominato da papa Giovanni XXII legato apostolico per la Serbia. Loro compito era quello di verificare il ritorno alla fede cattolica della nazione serba e di esigere dal re, dal clero e dal popolo serbo la pubblica professione di fede, dopo che il re Stefano Uroš III Dečanski si era dichiarato pronto a passare dalla fede ortodossa al cattolicesimo. pur di sposare Bianca, figlia del principe di Taranto. Non si conoscono i dettagli della missione apostolica, ma il progetto di conversione fallì, come pure la proposta di matrimonio.
Nel 1325 riuscì ad ottenne un accordo con i cavalieri teutonici della provincia pugliese per il numero di legati spettante alla Chiesa di Brindisi. Nel 1327 fu tra i consiglieri del re Roberto d'Angiò, che furono convocati a Napoli per discutere le misure da prendere contro Ludovico il Bavaro, disceso in Italia per l'incoronazione imperiale.
Durante il suo episcopato fu ricostruita, a spese del principe di Taranto e della moglie Caterina di Courtenay, la chiesa di Santa Maria del Casale, e fu completata, a spese di re Roberto d'Angiò, la chiesa di San Paolo con la casa dei conventuali in Brindisi.
Morì prima del 6 dicembre 1333, data di nomina del suo successore come arcivescovo di Brindisi e Oria.